# Basilica di San Giuliano di Brioude
La basilica di San Giuliano di Brioude (in francese: basilique Saint-Julien de Brioude) è un luogo di culto cattolico di Brioude, nel dipartimento dell'Alta Loira, dedicata a san Giuliano di Brioude.
Dal 1840 è classificata monumento storico di Francia. Il 26 aprile 1957 papa Pio XII l'ha elevata al rango di basilica minore.
Le antiche vetrate sono state distrutte durante la rivoluzione francese; quelle nuove sono opera di François Baron-Renouard (1983) e del domenicano Kim En Joong (2008).